# Christoph Hafer
Christoph Hafer (født 14. april 1992) er en tysk bobslædefører.
Han repræsenterede Tyskland under vinter-OL 2022 i Beijing, hvor han tog bronze i toer-bob.